# Peter Molyneux

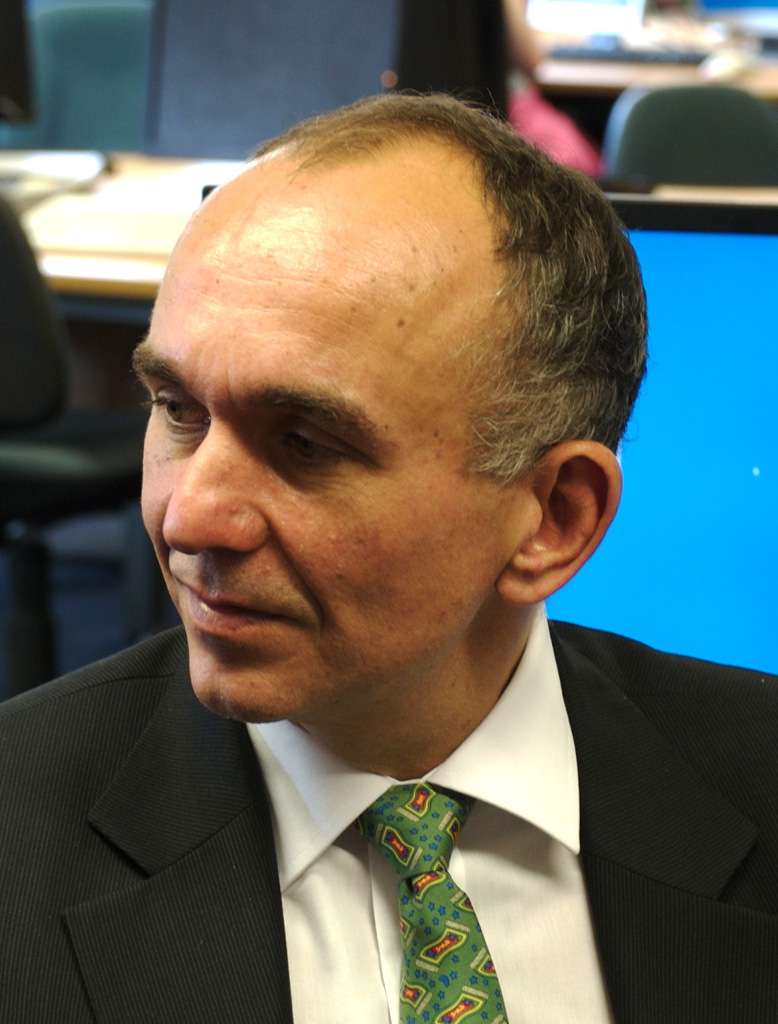
Peter Molyneux

Peter Douglas Molyneux (Guildford, 5 mei 1959) is een Britse ontwerper van computerspellen. Hij maakt vooral computerspelseries in het god game-genre. Bekende voorbeelden hiervan zijn Populous, Dungeon Keeper, Black & White en Fable.

## Levensloop

### Vroege carrière
Molyneux begon zijn carrière met een bedrijf genaamd 'Taurus Impact System'. Dit bedrijf exporteerde voornamelijk gebakken bonen naar het Midden-Oosten. Volgens Molyneux zelf was dit geen succesvolle periode. Na ongeveer zes maanden werden ze gecontacteerd door Commodore die hen uitnodigde voor een vergadering om hun software te lanceren op hun toenmalig nieuw product, de Amiga. Molyneux was in die tijd aan het werk aan een databaseprogramma en veronderstelde dat Commodore dit programma op hun systeem wou integreren. Al snel werd duidelijk voor Molyneux dat zijn bedrijf werd verward met een softwareonderneming genaamd 'Torus'. Molyneux besliste echter om deze vergissing niet op te klaren, en tekende een contract als softwareontwikkelaar voor de Amiga.
Taurus kreeg vijf computers toebedeeld om de software te schrijven en eveneens de belofte voor een kans om zijn product voor te stellen op een beurs in Duitsland. Molyneux, die al eerdere programmeerervaring had opgedaan, creëerde het databaseprogramma Acquisition. Het bedrijf Taurus maakte nog enkele andere programma's voor de Amiga en legde de focus later op het ontwikkelen van Computerspellen.

### Bullfrog
In 1987 startte Molyneux samen met zijn zakenpartner Les Edgar het computerspellenbedrijf Bullfrog Productions. Door dit bedrijf werden onder meer Populous en Dungeon Keeper ontwikkeld. De gameplay van de meeste spellen van Bullfrog werd door Molyneux zelf ontwikkeld. Bullfrog Productions werd door EA gekocht in 1995.

### Verdere carrière
Twee jaar later richtte Molyneux Lionhead Studios op. Hiermee maakte hij de Black & White-serie en de Fable-serie. Het bedrijf werd in 2006 door Microsoft overgenomen.
In 2009 werd Molyneux creatief directeur van Microsoft Game Studios Europe.

### 22Cans
Molyneux verliet Lionhead en Microsoft in 2012 om 22Cans op te richten. Het bedrijf wist datzelfde jaar nog media-aandacht te trekken met het experimentele spel Curiosity - What's Inside the Cube?. Het spel, dat door sommigen als sociaal experiment werd beschouwd, liet miljoenen spelers tegelijk stukjes van een gigantische kubus beitelen. De speler die de kubus kon openbreken, mocht een godheid spelen in Godus. Molyneux betreurde echter dat die belofte uiteindelijk niet waargemaakt kon worden.